# Zonosaurus aeneus
Zonosaurus aeneus är en ödleart som beskrevs av den franske upptäcktsresande och naturforskaren Alfred Grandidier 1872. Zonosaurus aeneus ingår i släktet Zonosaurus, och familjen sköldödlor. IUCN kategoriserar arten globalt som livskraftig. Inga underarter finns listade.

## Utbredning
Zonosaurus aeneus förekommer endemiskt på Madagaskar.